# Peter Wurz
Peter Wurz (ur. 29 sierpnia 1967 w Wiedniu) – austriacki piłkarz występujący na pozycji napastnika.

## Życiorys
Z zawodu jest hydraulikiem. Jest wychowankiem Favoritner AC, w którym rozpoczynał również seniorską karierę. W 1987 przeszedł do Rapidu Wiedeń, w barwach którego 29 kwietnia 1988 roku zadebiutował w 1. Division (3:1 z First Vienna FC). W rundzie jesiennej sezonu 1988/1989 grał w występującym wówczas w Primera División Espanyolu. W klubie tym wystąpił w sześciu ligowych meczach. Następnie wrócił do Rapidu Wiedeń. Podczas pobytu w klubie popadł w konflikt z trenerem Hansem Franklem, który zarzucał mu brak zaangażowania. W efekcie na początku 1991 roku Wurz został zawodnikiem VfB Mödling, w którym, wyjąwszy półroczną przerwę, grał do 1996 roku. Z VfB Mödling Wurz awansował do Bundesligi. Następnie był piłkarzem 1. Wiener Neustädter SC, SC Himberg, SC Ostbahn XI i ASV Baden. W kwietniu 2003 roku został zawieszony na 26 miesięcy za pobicie sędziego i zakończył karierę piłkarską. Następnie pracował w firmie zajmującej się zwalczaniem insektów, a później – w firmie odpowiedzialnej za przetwarzanie śmieci. Był także trenerem w amatorskich klubach.

## Statystyki ligowe
| Sezon         | Klub          | Liga              | Mecze | Gole |
| ------------- | ------------- | ----------------- | ----- | ---- |
| 1985/1986     | Favoritner AC | 2. Division       | 6     | 0    |
| 1986/1987     | Favoritner AC | Regionalliga      | ?     | ?    |
| 1987/1988     | Rapid Wiedeń  | 1. Division       | 6     | 2    |
| 1988/1989 (j) | RCD Espanyol  | Primera División  | 6     | 0    |
| 1988/1989 (w) | Rapid Wiedeń  | 1. Division       | 10    | 0    |
| 1989/1990     | Rapid Wiedeń  | 1. Division       | 4     | 1    |
| 1990/1991 (j) | Rapid Wiedeń  | 1. Division       | 5     | 0    |
| 1990/1991 (w) | VfB Mödling   | Mittleres Playoff | 9     | 0    |
| 1991/1992 (j) | VfB Mödling   | 2. Division       | 16    | 3    |
| 1991/1992 (w) | VfB Mödling   | Mittleres Playoff | 11    | 0    |
| 1992/1993 (j) | VfB Mödling   | 1. Division       | 20    | 1    |
| 1992/1993 (w) | VfB Mödling   | Mittleres Playoff | 11    | 3    |
| 1993/1994     | VfB Mödling   | Bundesliga        | 29    | 0    |
| 1994/1995 (j) | VfB Mödling   | Bundesliga        | 16    | 2    |
| 1994/1995 (w) | Wiener SC     | Regionalliga      | ?     | ?    |
| 1995/1996     | VfB Mödling   | 2. Bundesliga     | 11    | 1    |